# Cryptovenator hirschbergeri
Cryptovenator hirschbergeri és una espècie extinta de sinàpsid de la família dels esfenacodòntids que visqué en allò que avui en dia és Europa des del Carbonífer superior fins al Permià inferior, fa entre 293,5 i 303,7 milions d'anys. Se n'han trobat restes fòssils a la formació del Remigiusberg (Alemanya). Es tracta de l'única espècie del gènere Cryptovenator. Tenia el musell curt i robust. Es calcula que atenyia una llargada total d'aproximadament un metre. Vivia en un entorn lacustre. El nom genèric Cryptovenator significa ‘caçador amagat’, mentre que el nom específic hirschbergeri li fou assignat en honor del polític alemany Winfried Hirschberger en agraïment pel seu suport a la paleontologia.